# La Chapelle-Craonnaise
La Chapelle-Craonnaise és un municipi francès situat al departament de Mayenne i a la regió de País del Loira. L'any 2007 tenia 305 habitants.

## Demografia

### Població
El 2007 la població de fet de La Chapelle-Craonnaise era de 305 persones. Hi havia 118 famílies de les quals 24 eren unipersonals (20 homes vivint sols i 4 dones vivint soles), 41 parelles sense fills, 45 parelles amb fills i 8 famílies monoparentals amb fills.
La població ha evolucionat segons el següent gràfic:
Habitants censats

### Habitatges
El 2007 hi havia 133 habitatges, 116 eren l'habitatge principal de la família, 11 eren segones residències i 6 estaven desocupats. 131 eren cases i 1 era un apartament. Dels 116 habitatges principals, 77 estaven ocupats pels seus propietaris, 35 estaven llogats i ocupats pels llogaters i 3 estaven cedits a títol gratuït; 4 tenien dues cambres, 11 en tenien tres, 31 en tenien quatre i 69 en tenien cinc o més. 88 habitatges disposaven pel capbaix d'una plaça de pàrquing. A 63 habitatges hi havia un automòbil i a 48 n'hi havia dos o més.

### Piràmide de població
La piràmide de població per edats i sexe el 2009 era:
| Homes | Edats   | Dones |
| ----- | ------- | ----- |
| 0     | 95 o +  | 0     |
| 0     | 90 a 94 | 4     |
| 0     | 85 a 89 | 4     |
| 0     | 80 a 84 | 0     |
| 0     | 75 a 79 | 0     |
| 4     | 70 a 74 | 4     |
| 8     | 65 a 69 | 8     |
| 16    | 60 a 64 | 8     |
| 4     | 55 a 59 | 12    |
| 8     | 50 a 54 | 8     |
| 0     | 45 a 49 | 8     |
| 8     | 40 a 44 | 0     |
| 12    | 35 a 39 | 8     |
| 16    | 30 a 34 | 16    |
| 24    | 25 a 29 | 24    |
| 8     | 20 a 24 | 4     |
| 4     | 15 a 19 | 0     |
| 16    | 10 a 14 | 12    |
| 8     | 5 a 9   | 16    |
| 12    | 0 a 4   | 24    |

## Economia
El 2007 la població en edat de treballar era de 196 persones, 158 eren actives i 38 eren inactives. De les 158 persones actives 147 estaven ocupades (88 homes i 59 dones) i 11 estaven aturades (3 homes i 8 dones). De les 38 persones inactives 13 estaven jubilades, 14 estaven estudiant i 11 estaven classificades com a «altres inactius».

### Ingressos
El 2009 a La Chapelle-Craonnaise hi havia 124 unitats fiscals que integraven 329 persones, la mediana anual d'ingressos fiscals per persona era de 15.308 €.

### Activitats econòmiques
Dels 5 establiments que hi havia el 2007, 1 era d'una empresa de construcció, 1 d'una empresa de comerç i reparació d'automòbils, 1 d'una empresa d'hostatgeria i restauració i 2 d'empreses de serveis.
Dels 3 establiments de servei als particulars que hi havia el 2009, 1 era una fusteria, 1 veterinari i 1 restaurant.
L'any 2000 a La Chapelle-Craonnaise hi havia 30 explotacions agrícoles que ocupaven un total de 945 hectàrees.

## Poblacions més properes
El següent diagrama mostra les poblacions més properes.